# فتح‌الله سلیمانی سوادکوهی
فتح‌الله سلیمانی سوادکوهی سیاست‌مدار ایرانی بود، که در دوره بیست و چهارم مجلس شورای ملی بعنوان نماینده قائمشهر از استان مازندران در مجلس شورای ملی حضور داشت.